# L'Œil et la Main
L'œil et la Main est une émission de télévision francophone bilingue (français et langue des signes française) qui s'adresse aux sourds comme aux entendants. Elle est diffusée chaque lundi à 12h55 (sauf le premier lundi de chaque mois) et rediffusée le samedi aux alentours de 23h50 sur France 5.

## Concept de l'émission
Seule collection documentaire en LSF, la langue des signes française, et diffusée sur une chaîne nationale, L'Œil et la main est une émission bilingue et biculturelle élaborée et réalisée par des sourds et des entendants,,,. Elle s'adresse donc aux uns, comme aux autres. Chaque épisode de 26 minutes est l'occasion de traiter de sujets de société par le prisme de la langue des signes : une langue différente pour regarder et questionner notre monde autrement. Depuis 2000, ce regard sourd porté sur les sujets est matérialisé à l'écran par la présence d’un passeur Sourd, qui porte le questionnement et conduit la narration.
Déclinés selon les trois formes du film documentaire (portraits, enquêtes ou dossiers), les sujets sont variés et concernent aussi bien la culture sourde que l'actualité ou les faits de société plus généraux : personnalités marquantes de la communauté sourde, sujets d'actualité, questions de santé, relations au sein de la famille, éducation, militantisme sourd, etc,,. L’Œil et la main est donc le reflet des combats et des grands événements qui ont transformé la vie des sourds, mais établit également des passerelles entre les mondes sourds et entendants.

## Présentateurs
Plusieurs présentateurs et présentatrices ont animé l'émission depuis sa création :
- Daniel Abbou
- Emmanuelle Laborit
- Sabine Zerdoum
- Claire Garguier
- Eric Lawrin
- Nicolas Médin
- Laurène Loctin
- Noémie Churlet
- Ronit Leven
- Sandrine Herman
- Isabelle Voizeux
- Laurent Valo
- Philippe Guyon
- Wallès Jr Kotra
- Winona Guyon
- Jean-Marie Hallégot
- Pauline Stroesser
- Marie-Thérèse L'Huillier